# Ясухара, Хирокадзу
Хирокадзу Ясухара (яп. 安原 広和 Ясухара Хирокадзу), также известный как Кэрол Яс (англ. Carol Yas) — японский геймдизайнер и второй основатель компании Sonic Team. Он работал над геймплеем и зонами в первых играх серии Sonic the Hedgehog для игровой консоли Sega Mega Drive/Genesis. Ясухара работал над серией до 1994 года, однако он работал над созданием Sonic 3D, Sonic X-treme и Sonic R. В 2002 году ушёл из Sonic Team и перешёл в Naughty Dog, которая известна по таким играм, как Jak 2 и Jak 3, Uncharted. Был старшим директором по дизайну в компании Namco Bandai Games America. Вскоре стало известно, что он работал над юбилейной игрой к тридцатилетию Pac-Man (Pac-Man Party). С 2012 года Ясухара работает в Nintendo Software Technology.

## Игры, в разработке которых принимал участие
| Название                                 | Год             | Роль                                   |
| ---------------------------------------- | --------------- | -------------------------------------- |
| Altered Beast                            | 1989            | Планирование игры                      |
| Pyramid Magic                            | 1991            | Особая благодарность                   |
| Pyramid Magic Special                    | 1991            | Особая благодарность                   |
| Sonic the Hedgehog                       | 1991            | Руководитель, планирование игры        |
| Fatal Labyrinth                          | 1991            | Руководитель, планирование игры        |
| Sonic the Hedgehog 2                     | 1992            | Руководитель, планирование игры        |
| Sonic the Hedgehog 3                     | 1994            | Руководитель, ведущий игровой дизайнер |
| Sonic & Knuckles                         | 1994            | Руководитель, ведущий игровой дизайнер |
| Sonic 3D                                 | 1996            | Игровой дизайнер                       |
| Sonic X-treme                            | Отменена в 1997 | Игровой дизайнер, сценарист            |
| Sonic R                                  | 1997            | Игровой дизайнер карт                  |
| Sega Smash Pack 2                        | 2000            | Особая благодарность                   |
| Floigan Bros.: Episode 1                 | 2001            | Игровой дизайнер                       |
| Jak 2                                    | 2003            | Игровой дизайнер                       |
| Jak 3                                    | 2004            | Игровой дизайнер                       |
| Jak X: Combat Racing                     | 2005            | Игровой дизайнер                       |
| Uncharted: Drake’s Fortune               | 2007            | Игровой дизайнер                       |
| Afro Samurai                             | 2009            | Особая благодарность                   |
| Uncharted 2: Among Thieves               | 2009            | Дизайнер                               |
| Pac-Man Party                            | 2010            | Ведущий дизайнер                       |
| Uncharted 3: Drake’s Deception           | 2011            | Дизайнер                               |
| Mario and Donkey Kong: Minis on the Move | 2013            | Дизайнер                               |
| Mario vs. Donkey Kong: Tipping Stars     | 2015            | Особая благодарность                   |